# Buona vita (Marco Mengoni)
Buona vita è un singolo del cantautore italiano Marco Mengoni, pubblicato il 19 ottobre 2018 come secondo estratto dal quinto album in studio Atlantico.

## Video musicale
Il videoclip è stato pubblicato il 23 ottobre 2018 attraverso il canale YouTube del cantante ed è stato girato a Palermo.

## Tracce
Testi e musiche di Fabio Ilacqua e Marco Mengoni.
1. Buona vita – 3:11

## Formazione
Musicisti
- Marco Mengoni – voce
- Christian Rigano – pianoforte, tastiera
- El Guincho – pianoforte, batteria, percussioni, tastiera, chitarra, arrangiamento

Produzione
- El Guincho – produzione
- Pau Riutort – assistenza tecnica
- Pino "Pinaxa" Pischetola – missaggio
- Antonio Baglio – mastering
- Marco Mengoni – pre-produzione
- Peter Cornacchia – pre-produzione
- Giovanni Pallotti – pre-produzione
- Davide Sollazzi – pre-produzione

## Classifiche
| Classifica (2018) | Posizione massima |
| ----------------- | ----------------- |
| Italia            | 8                 |